# Manuella Senecaut
Manuella Senecaut, née le 26 juin 1972 à Baudour est une femme politique belge wallonne, membre du Parti socialiste (PS).
Elle est licenciée en droit et avocate.

## Fonctions politiques
- Conseillère communale à Jurbise
- Députée fédérale depuis le 17 septembre 2013 au 25 mai 2014 en remplacement de Patrick Moriau, décédé

## Sources
- article de la Meuse